# چیوما آجونوا
چیوما آجونوا (انگلیسی: Chioma Ajunwa؛ زادهٔ ۲۵ دسامبر ۱۹۷۰) ورزشکار دو و میدانی اهل نیجریه است. از باشگاه‌هایی که در آن بازی کرده‌است می‌توان به اشاره کرد. وی در مسابقات کشوری و بین‌المللی در مجموع برندهٔ ۱ مدال طلا، ۱ مدال نقره، ۱ مدال برنز شده‌است.